# O2 Arena (Prague)
Pour les articles homonymes, voir O2 Arena.
O2 Arena (anciennement Sazka Arena) est une salle multi-usage construite entre 2002 et 2004, dans le quartier de Libeň à Prague, afin d'accueillir le championnat du monde de hockey sur glace de 2004 et un match de la Coupe du monde 2004.

## Présentation

Ancien logo de la patinoire

Sa capacité de 18 000 places en fait l'un des complexes sportifs indoor les plus importants d'Europe, en tout état de cause, l'un des complexes multifonctionnels les plus modernes. C'est l'une des rares salles hors Amérique du Nord à avoir les critères suffisants (suites de luxe, tableau d'affichage moderne...) pour accueillir une équipe de la National Basketball Association ou de la Ligue nationale de hockey.
L'équipe du Sparta Prague de l'Extraliga tchèque (ligue Élite tchèque) y joue ses matchs à domicile.
En mars 2008, la patinoire change de nom passant de Sazka Arena à O2 Arena.

## Événements

### Événements sportifs
- Championnat du monde de hockey sur glace 2004
  - Les équipes du groupe A et D jouent leur match dans la patinoire de la Sazka Arena.
  - Par la suite le groupe E des équipes qualifiées y jouent leur second tour.
  - Les matchs de la phase finale ont tous lieu à Prague.
- Coupe du monde de hockey sur glace 2004
  - Allemagne 2 – 7 République tchèque
- Compuware NHL Premiere Prague 2010
  - 9 octobre 2010 - Coyotes de Phoenix vs Bruins de Boston (5-2)
  - 10 octobre 2010 - Bruins de Boston vs Coyotes de Phoenix (3-0)
- Finale de la Coupe Davis 2012 (République tchèque vs Espagne)
- Finale de la Fed Cup 2012 (République tchèque vs Serbie), 2014 (République tchèque vs Allemagne), 2015 (République tchèque vs Russie) et 2018 (République tchèque vs États-Unis)
- Championnats d'Europe d'athlétisme en salle 2015
- Laver Cup 2017
- Championnat du monde de hockey sur glace 2024
- Championnats du monde de patinage artistique 2026

### Concerts
- Madonna durant son Confessions Tour, 6 et 7 septembre 2006
- Kylie Minogue le 12 mai 2008
- Céline Dion le 26 juin 2008
- Coldplay le 22 septembre 2008
- Tina Turner le 27 avril 2009
- Tiësto le 18 septembre 2009
- Lady Gaga durant son Monster Ball Tour, en novembre 2010.
- Rihanna durant son Loud Tour le 7 décembre 2011
- Foo Fighters le 15 août 2012
- Jennifer Lopez le 26 octobre 2012
- Black Sabbath le 7 décembre 2013
- Katy Perry le 23 février 2015
- Hans Zimmer - Live in Prague le 7 mai 2016
- Rihanna durant son Anti World Tour le 26 juillet 2016
- Justin Bieber le 12 novembre 2016
- Madonna durant son Rebel Heart Tour, 7 et 8 novembre 2016
- Gorillaz le 14 novembre 2017
- Metallica le 2 avril 2018
- Enrique Iglesias les 7 et 8 mai 2018
- Pearl Jam le 1er juillet 2018
- Shania Twain le 10 octobre 2018
- Elton John le 7 mai 2019
- Ariana Grande le 4 septembre 2019
- Mireille Mathieu le 7 mars 2020, 8 mars 2020
- Harry Styles le 15 juillet 2022
- Iron Maiden les 30 et 31 mai 2023
- 50 Cent le 28 octobre 2023
- Tate McRae le 10 juin 2025

## Informations techniques
- Nombres d'étages : 6
- Surface : 35 000 m²
- Capacité : plus de 18 000 spectateurs
- Sièges de club et suites de luxe : 2 460
- Skyboxes : 66
- Party Boxes : 4
- Places dans les bars, restaurants et cafés : 2 900

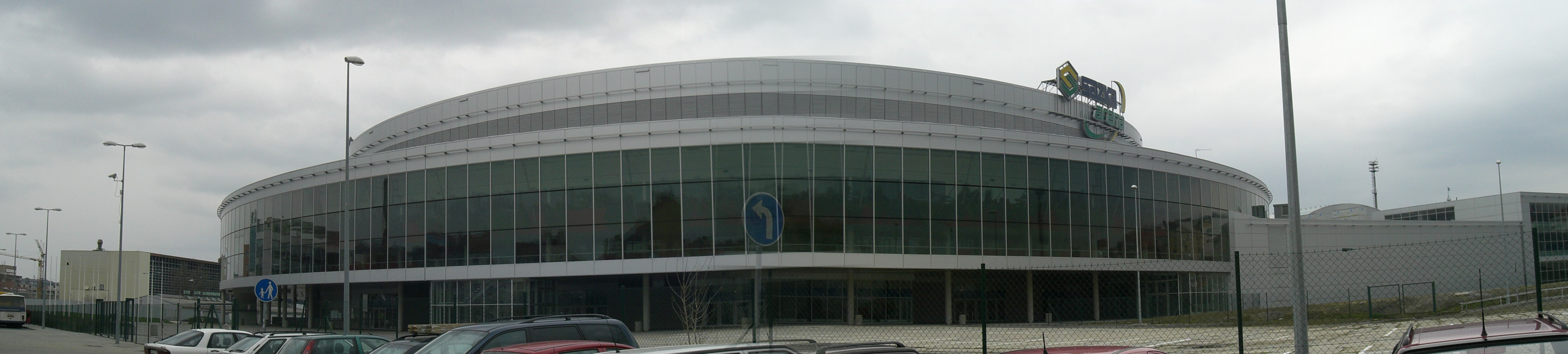
Panorama de la O2 Arena.

- Parking : 280 places

## Galerie

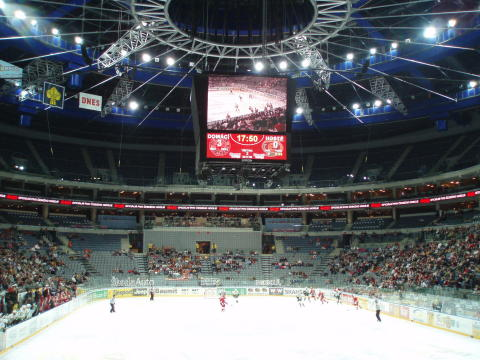
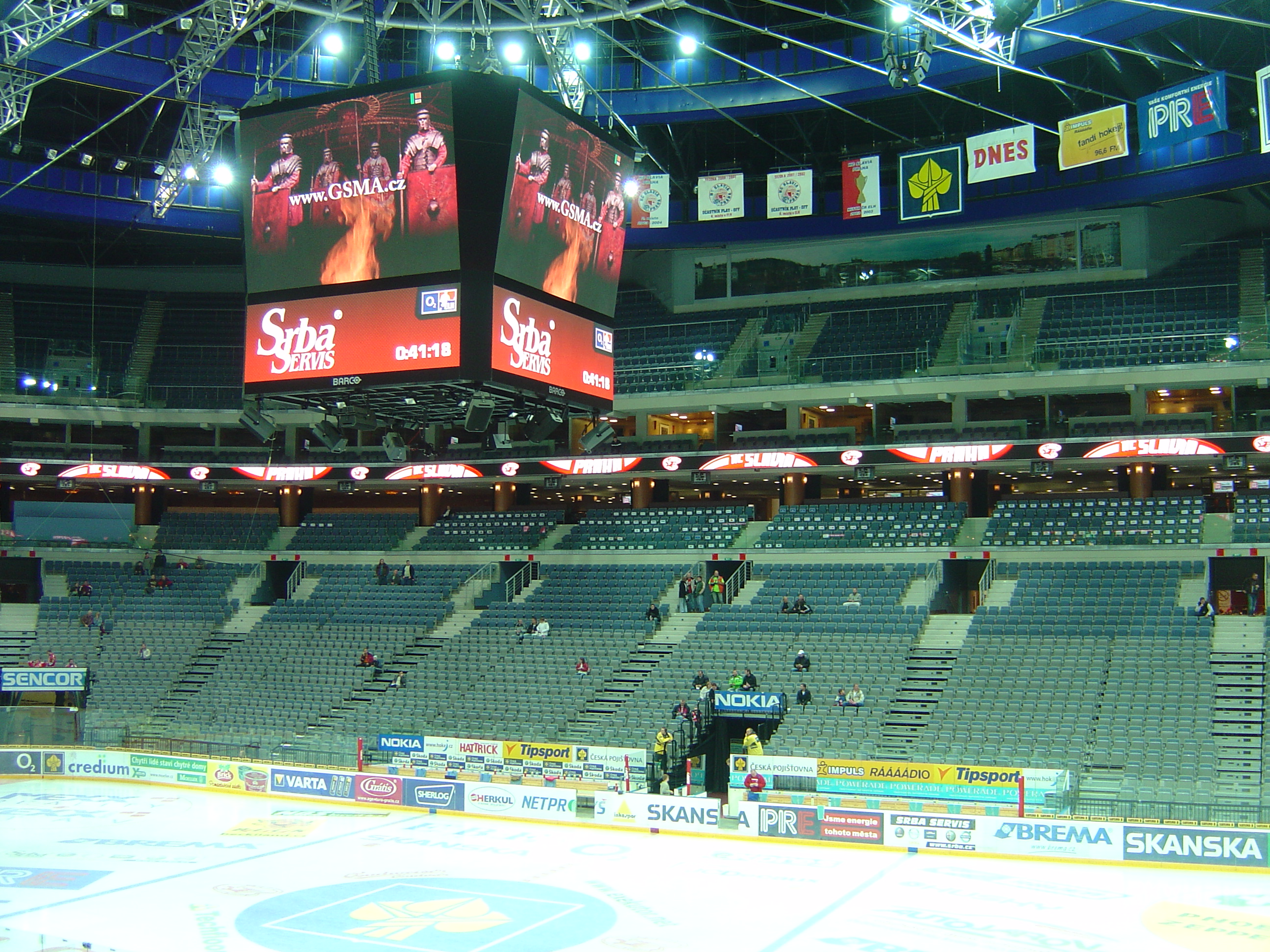
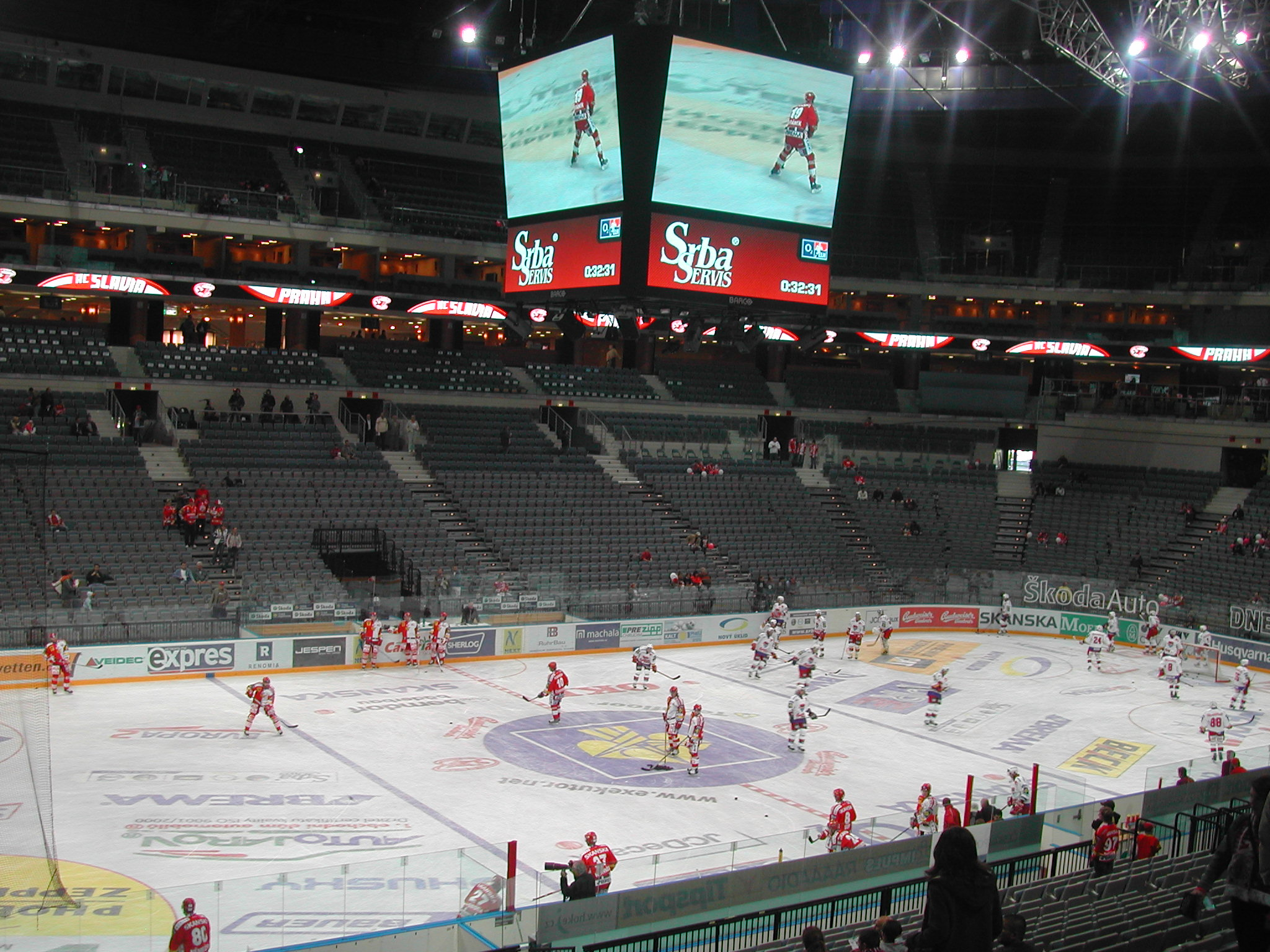